# قائمة الاختراعات والاكتشافات التايلاندية
هذه قائمة بالاختراعات والاكتشافات التايلاندية.

## سلع إستهلاكية
- ريد بل مشروب طاقة

## فلسفة
- تم الكشف عن اقتصاد الاكتفاء بشكل أفضل في النظرية الجديدة للملك بوميبول أدولياديج.

## الألعاب

### الألعاب الرياضية
- سيبق تكراو

## الفنون العسكرية
- موياي تاي

## اقرأ أيضاً
ثقافة تايلاند